# Anhefenhonszu

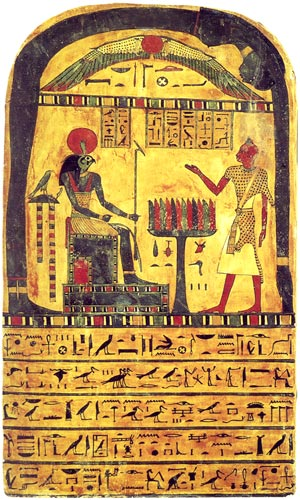
Anhefenhonszu sztéléje (Kairó, A 9422). Anhefenhonszu a jobboldali alak

Anhefenhonszu (ˁnḫ=f-n-ḫnsw, „Honszuért él”) ókori egyiptomi pap volt, Montu papja Thébában, a XXV.-XXVI. dinasztia idején (i. e. 725 körül).
Apja, Baszenmut szintén Montu papja volt, anyja neve Taneset. Anhefenhonszu temetkezését 1858-ban fedezte fel Auguste Mariette; Hatsepszut Dejr el-Bahari-i templománál. A sírba számos Montu-papot és családtagjaikat temették. Anhefenhonszu egy láda- és két antropoid koporsóban feküdt (Egyiptomi Múzeum, katalógusszám: 41001, 41001, 41042). Mellette megtalálták az Anhefenhonszu-sztélét, egy festett fa sztélét (Egyiptomi Múzeum, A 9422, korábban Bulaq 666), amely a thelema nevű modern vallásban is szerepet kapott.

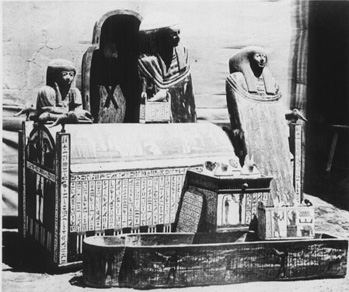
Anhefenhonszu szarkofágja (1878)

## Fordítás
- Ez a szócikk részben vagy egészben  az   Anchefenchons című német Wikipédia-szócikk ezen változatának fordításán alapul.  Az eredeti cikk szerkesztőit annak laptörténete sorolja fel. Ez a jelzés csupán a megfogalmazás eredetét és a szerzői jogokat jelzi, nem szolgál a cikkben szereplő információk forrásmegjelöléseként.
- Ez a szócikk részben vagy egészben  az   Ankh-ef-en-Khonsu i című angol Wikipédia-szócikk ezen változatának fordításán alapul.  Az eredeti cikk szerkesztőit annak laptörténete sorolja fel. Ez a jelzés csupán a megfogalmazás eredetét és a szerzői jogokat jelzi, nem szolgál a cikkben szereplő információk forrásmegjelöléseként.